# Reface
Reface — додаток українського виробництва, який дозволяє користувачам замінювати обличчя у відео чи GIF. Додаток базується на основі технології GAN (Generative adversarial network). Це перший AI-додаток українського виробництва, який посів перше місце в топі американського AppStore, випередивши Tik Tok, Netflix та Amazon.

## Опис
Офіс компанії розташовано в Києві.

### Функції та особливості
Reface створили нейромережу для заміни людських облич, нейромережа тренувалась на мільйонах зображень у вільному доступі.
Розробники заявляють, що додаток видаляє дані з Google Cloud протягом 24 годин.

## Історія
2011 року кілька студентів Києво-Могилянської академії,  Роман Могильний, Олесь Петрів і Ярослав Бойко заснували ML-стартап Neocortext, компанія займалася машинним навчанням: від роботи з семантикою тексту до візуального контенту. 2013 до команди засновників приєднався Денис Дмитренко, у 2018 Кирило Сигида, а в 2019 Дмитро Швець та Іван Алцибєєв.
2016 року команда розробила нейромережу, яка автоматично перетворювала 2D-відео в 3D. Це підштовхнуло до старту роботи із face-swap технологією.
2018 року запустили перший сервіс на основі цієї нейромережі, він називався Reflect.tech.
У січні 2020 року команда створила додаток Doublicat, у якому користувач міг змінювати обличчя на гіфках. Про Doublicat написали понад 600 світових медіа, серед яких Forbes, Mashable, The Verge, TNW та The Sun.
Дещо пізніше в додатку з'явилися функція заміни обличчя у відео, а додаток був перейменований у Reface.
У 2020 році, компанія отримала $5,5 млн інвестицій від Adventures Labs підприємця Руслана Тимофєєва, Сергія Токарєва (Roosh) і фондy Andreessen Horovitz. Сума інвестицій від Adventures Lab становила від $300 000 до $500 000.
У серпні 2020 року Reface став першим українським додатком, який посів перше місце AppStore США та ще в 17 країнах.
У вересні 2020 року Reface досяг 42 млн завантажень в App Store. Серед користувачів Reface такі знаменитості, як Майлі Сайрус, Джо Роган, Снуп Догг, Брітні Спірс, Дуа Ліпа, Кріс Браун, Джастін Бібер, Джон Ледженд та його дружина Кріссі Тейген зняли відео на основі технології Reface.
У січні 2021 року Роман Могильний залишив посаду генерального директора, його місце зайняв Дмитро Швець.
В кінці 2022-го Reface випустив AI Avatar, інструмент, який дозволяє створювати тематичні фотографії для соціальних мереж. Це поєднання роботи стартапу та відомого сервісу з відкритим кодом Stable Difusion.
У 2023 році з посади СЕО Reface пішов один зі співзасновників Дмитро Швець, лишившись співпрацювати на засадах радника. Новими співкерівниками стали співзасновники Іван Алцибєєв (CPO) та Антон Воловик (COO).

## Нагороди
- 13 січня 2020 року — отримала нагороду Product of the Week на Product Hunt.[23]
- У грудні 2020 року — премія від «Української правди» — Інноватор Року.[24]